# 50 км (роз'їзд, Придніпровська залізниця)
50 км — роз'їзд Кримської дирекції Придніпровської залізниці на неелектрифікованій лінії Джанкой — Владиславівка  між станціями Нижньогірська (9 км) та Ічкі (11 км). Розташований в селі Алмазне Феодосійського району Автономної Республіки Крим.

## Пасажирське сполучення
На роз'їзді 50 км зупиняються приміські поїзди сполученням:
- Армянськ — Феодосія;
- Джанкой — Феодосія / Керч.